# Эбвелле, Бертен
Берте́н Эбвелле́ Нденге́ (фр. Bertin Ebwellé Ndingué; род. 11 сентября 1962, Яунде, Камерун) — камерунский футболист, выступавший на позиции левого защитника.

## Карьера
В составе сборной Камеруна участвовал на чемпионате мира 1990 года, где «неукротимые львы» стали первой в истории африканской командой, достигшей стадии четвертьфинала на мундиалях. Эбвелле полностью отыграл все 5 матчей своей сборной на турнире, отметившись одной голевой передачей. Также принимал участие в Кубке африканских наций 1992 года, где камерунцы стали четвёртыми, и 1996 года.

## Достижения
- Победитель Суперкубка Камеруна: 2019[5]